# 1960년 일본 프로 야구 올스타전
1960년 일본 프로 야구 올스타전은 1960년 7월 25일부터 7월 27일까지 열린 일본 프로 야구의 올스타전 경기이다.

## 출장 선수
| 센트럴 리그 | 센트럴 리그     | 센트럴 리그 | 센트럴 리그 |
| ----------- | --------------- | ----------- | ----------- |
| 감독        | 미즈하라 시게루 | 요미우리    |             |
| 코치        | 미하라 오사무   | 다이요      |             |
| 코치        | 우노 미쓰오     | 고쿠테쓰    |             |
| 투수        | 호리모토 리쓰오 | 요미우리    | 첫 출장     |
| 투수        | 오이시 기요시   | 히로시마    | 첫 출장     |
| 투수        | 가네다 마사이치 | 고쿠테쓰    | 10          |
| 투수        | 무라야마 미노루 | 오사카      | 2           |
| 투수        | 아키야마 노보루 | 다이요      | 5           |
| 투수        | 고야마 마사아키 | 오사카      | 5           |
| 투수        | 오야네 히로오미 | 주니치      | 2           |
| 투수        | 스즈키 다카시   | 다이요      | 3           |
| 투수        | 시마다 겐타로   | 다이요      | 첫 출장     |
| 투수        | 반도 에이지     | 주니치      | 첫 출장     |
| 투수        | 무라타 겐이치▲  | 고쿠테쓰    | 2           |
| 투수        | 다쓰미 하지무▲  | 고쿠테쓰    | 첫 출장     |
| 포수        | 도이 기요시     | 다이요      | 5           |
| 포수        | 요시자와 다케오 | 주니치      | 2           |
| 포수        | 모리 마사히코   | 요미우리    | 첫 출장     |
| 1루수       | 오 사다하루     | 요미우리    | 첫 출장     |
| 2루수       | 이노우에 노보루 | 주니치      | 4           |
| 3루수       | 나가시마 시게오 | 요미우리    | 3           |
| 유격수      | 요시다 요시오   | 오사카      | 7           |
| 내야수      | 오키쓰 다쓰오   | 히로시마    | 첫 출장     |
| 내야수      | 구와타 다케시   | 다이요      | 2           |
| 내야수      | 미야케 히데시   | 오사카      | 4           |
| 내야수      | 이이다 도쿠지   | 고쿠테쓰    | 9           |
| 외야수      | 모리 도루       | 주니치      | 2           |
| 외야수      | 나카 도시오     | 주니치      | 2           |
| 외야수      | 오와다 아키라   | 히로시마    | 2           |
| 외야수      | 나미키 데루오   | 오사카      | 첫 출장     |
| 외야수      | 사토 다카오     | 고쿠테쓰    | 2           |
| 외야수      | 곤도 가즈히코   | 다이요      | 첫 출장     |
| 외야수      | M. 솔롬코       | 오사카      | 첫 출장     |

| 퍼시픽 리그 | 퍼시픽 리그       | 퍼시픽 리그 | 퍼시픽 리그 |
| ----------- | ----------------- | ----------- | ----------- |
| 감독        | 쓰루오카 가즈토   | 난카이      |             |
| 코치        | 니시모토 유키오   | 다이마이    |             |
| 코치        | 도쿠라 가쓰키     | 한큐        |             |
| 투수        | 스기우라 다다시   | 난카이      | 3           |
| 투수        | 오노 쇼이치       | 다이마이    | 3           |
| 투수        | 가지모토 다카오   | 한큐        | 5           |
| 투수        | J. 스탠카         | 난카이      | 첫 출장     |
| 투수        | 와코 다다오       | 니시테쓰    | 첫 출장     |
| 투수        | G. 미킨스         | 긴테쓰      | 첫 출장     |
| 투수        | 요네다 데쓰야     | 한큐        | 4           |
| 투수        | 나카니시 가쓰미   | 다이마이    | 첫 출장     |
| 투수        | 도바시 마사유키   | 도에이      | 3           |
| 투수        | 하타 다카유키▲    | 니시테쓰    | 첫 출장     |
| 포수        | 노무라 가쓰야     | 난카이      | 4           |
| 포수        | 다케시타 미쓰오   | 긴테쓰      | 첫 출장     |
| 포수        | 다니모토 미노루   | 다이마이    | 2           |
| 1루수       | 에노모토 기하치   | 다이마이    | 6           |
| 2루수       | 한다 하루오       | 난카이      | 2           |
| 3루수       | 가쓰라기 다카오   | 다이마이    | 4           |
| 유격수      | 도요다 야스미쓰   | 니시테쓰    | 6           |
| 내야수      | 요시다 가쓰토요   | 도에이      | 첫 출장     |
| 내야수      | 모리시타 노부야스 | 난카이      | 4           |
| 내야수      | 고다마 아키토시   | 긴테쓰      | 4           |
| 내야수      | 히로세 요시노리   | 난카이      | 3           |
| 내야수      | 모토야시키 긴고▲  | 한큐        | 첫 출장     |
| 외야수      | 야마우치 가즈히로 | 다이마이    | 7           |
| 외야수      | 다미야 겐지로     | 다이마이    | 6           |
| 외야수      | 하리모토 이사오   | 도에이      | 첫 출장     |
| 외야수      | 세키구치 세이지   | 니시테쓰    | 5           |
| 외야수      | 세키네 준조       | 긴테쓰      | 4           |
| 외야수      | 부스지마 쇼이치   | 도에이      | 4           |
| 외야수      | 아나부키 요시오   | 난카이      | 첫 출장     |
| 외야수      | 모로키 스케히로   | 한큐        | 첫 출장     |

- 굵은 글씨는 팬 투표로 선출된 선수, ▲는 출장 사퇴 선수 발생에 의한 보충 선수.

## 올스타전 경기 결과

### 1차전

#### 스코어
| 팀 | 1 | 2 | 3 | 4 | 5 | 6 | 7 | 8 | 9 | R | H | E |
| 퍼시픽 | 0 | 1 | 0 | 0 | 0 | 1 | 0 | 0 | 1 | 3 | 8 | 1 |
| 센트럴 | 0 | 0 | 0 | 0 | 0 | 0 | 1 | 0 | 0 | 1 | 4 | 2 |
| 승리 투수: 요네다 데쓰야(한큐) 패전 투수: 가네다 마사이치(고쿠테쓰) 홈런: 퍼시픽 – 야마우치 가즈히로(다이마이·6회 1점) 센트럴 – 오와다 아키라(히로시마·7회 1점) |   |   |   |   |   |   |   |   |   |   |   |   |

#### 출장 선수
| 퍼시픽 | 퍼시픽 | 퍼시픽            |
| 타순   | 수비   | 선수              |
| ------ | ------ | ----------------- |
| 1      | (중)   | 다미야 겐지로     |
| 2      | (유)   | 도요다 야스미쓰   |
| 3      | (一)   | 에노모토 기하치   |
| 4      | (좌)   | 야마우치 가즈히로 |
| 5      | (우)   | 하리모토 이사오   |
| 6      | (三)   | 가쓰라기 다카오   |
| 7      | (포)   | 노무라 가쓰야     |
| 8      | (二)   | 모리시타 노부야스 |
| 9      | (투)   | 요네다 데쓰야     |

| 센트럴 | 센트럴 | 센트럴          |
| 타순   | 수비   | 선수            |
| ------ | ------ | --------------- |
| 1      | (중)   | 나카 도시오     |
| 2      | (二)   | 이노우에 노보루 |
| 3      | (三)   | 나가시마 시게오 |
| 4      | (유)   | 구와타 다케시   |
| 5      | (一)   | 이이다 도쿠지   |
| 6      | (우)   | 모리 도루       |
| 7      | (좌)   | 오와다 아키라   |
| 8      | (포)   | 도이 기요시     |
| 9      | (투)   | 가네다 마사이치 |

#### 수상 선수
MVP
- 모리시타 노부야스(난카이)

### 2차전

#### 스코어
| 팀 | 1 | 2 | 3 | 4 | 5 | 6 | 7 | 8 | 9 | R | H | E |
| 센트럴 | 2 | 0 | 0 | 0 | 1 | 1 | 0 | 0 | 1 | 5 | 7 | 0 |
| 퍼시픽 | 0 | 0 | 0 | 1 | 0 | 0 | 2 | 1 | 0 | 4 | 9 | 3 |
| 승리 투수: 가네다 마사이치(고쿠테쓰) 패전 투수: 도바시 마사유키(도에이) 홈런: 센트럴 – 나가시마 시게오(요미우리·1회 1점) 퍼시픽 – 한다 하루오(난카이·7회 2점) |   |   |   |   |   |   |   |   |   |   |   |   |

#### 출장 선수
| 센트럴 | 센트럴 | 센트럴          |
| 타순   | 수비   | 선수            |
| ------ | ------ | --------------- |
| 1      | (중)   | 사토 다카오     |
| 2      | (三)   | 미야케 히데시   |
| 3      | (좌)   | 오와다 아키라   |
| 4      | (유)   | 나가시마 시게오 |
| 5      | (우)   | 모리 도루       |
| 6      | (二)   | 이노우에 노보루 |
| 7      | (一)   | 이이다 도쿠지   |
| 8      | (포)   | 도이 기요시     |
| 9      | (투)   | 무라야마 미노루 |

| 퍼시픽 | 퍼시픽 | 퍼시픽            |
| 타순   | 수비   | 선수              |
| ------ | ------ | ----------------- |
| 1      | (중)   | 다미야 겐지로     |
| 2      | (二)   | 모리시타 노부야스 |
| 3      | (一)   | 에노모토 기하치   |
| 4      | (좌)   | 야마우치 가즈히로 |
| 5      | (우)   | 하리모토 이사오   |
| 6      | (유)   | 도요다 야스미쓰   |
| 7      | (三)   | 가쓰라기 다카오   |
| 8      | (포)   | 다니모토 미노루   |
| 9      | (투)   | 오노 쇼이치       |

#### 수상 선수
MVP
- 가네다 마사이치(고쿠테쓰)

### 3차전

#### 스코어
| 팀 | 1 | 2 | 3 | 4 | 5 | 6 | 7 | 8 | 9 | R | H  | E |
| 퍼시픽 | 3 | 3 | 0 | 0 | 0 | 0 | 0 | 0 | 0 | 6 | 12 | 1 |
| 센트럴 | 0 | 0 | 0 | 0 | 0 | 0 | 5 | 0 | 0 | 5 | 9  | 2 |
| 승리 투수: 글렌 미킨스(긴테쓰) 패전 투수: 무라타 겐이치(고쿠테쓰) 홈런: 퍼시픽 – 하리모토 이사오(도에이·1회 2점) 센트럴 – 마이크 솔롬코(오사카·7회 2점), 다쓰미 하지무(고쿠테쓰·7회 1점), 사토 다카오(고쿠테쓰·7회 1점) |   |   |   |   |   |   |   |   |   |   |    |   |

#### 출장 선수
| 퍼시픽 | 퍼시픽 | 퍼시픽            |
| 타순   | 수비   | 선수              |
| ------ | ------ | ----------------- |
| 1      | (중)   | 다미야 겐지로     |
| 2      | (유)   | 도요다 야스미쓰   |
| 3      | (一)   | 에노모토 기하치   |
| 4      | (좌)   | 야마우치 가즈히로 |
| 5      | (우)   | 하리모토 이사오   |
| 6      | (三)   | 가쓰라기 다카오   |
| 7      | (二)   | 모리시타 노부야스 |
| 8      | (포)   | 다케시타 미쓰오   |
| 9      | (투)   | G. 미킨스         |

| 센트럴 | 센트럴 | 센트럴          |
| 타순   | 수비   | 선수            |
| ------ | ------ | --------------- |
| 1      | (중)   | 나카 도시오     |
| 2      | (一)   | 곤도 가즈히코   |
| 3      | (유)   | 나가시마 시게오 |
| 4      | (우)   | 모리 도루       |
| 5      | (三)   | 미야케 히데시   |
| 6      | (二)   | 이노우에 노보루 |
| 7      | (좌)   | M. 솔롬코       |
| 8      | (포)   | 도이 기요시     |
| 9      | (투)   | 무라타 겐이치   |

#### 수상 선수
MVP
- 하리모토 이사오(도에이)

## 같이 보기
- 일본 야구 기구
- 일본 프로 야구 올스타전